# フランツ・ファン・バルコム
フランツ・ファン・バルコム（オランダ語: Frans van Balkom、1939年10月23日 - 2015年9月2日）は、オランダのサッカー選手・サッカー指導者。

## 来歴
1939年10月29日、オランダリンブルフ州ケルクラーデで生まれる。現役時代はローダJCの前身ラピドJCでディフェンダーとしてプレー。 引退後はドイツサッカー連盟でデットマール・クラマーの師事のもと指導者となり、1972年から1975年まで読売サッカークラブの監督に就任。読売時代は当時高校1年生のGKだった松木安太郎をDFにコンバートしトップチームに昇格させた。
1976年には香港代表監督に就任。1978 FIFAワールドカップ・アジア・オセアニア予選で最終予選に進むが、5戦全敗で敗退。1978年退任。その後イランのペルセポリス、インドネシア代表、香港の東昇、菱電の監督を務めた。
1993年、松木安太郎が監督に就任したヴェルディ川崎のヘッドコーチに就任し、V川崎のJリーグ初代王者に貢献。1994年に新潟県の外国人スポーツ指導者招待事業で来県。現在のアルビレックス新潟の前身となる新潟イレブンSCヘッドコーチに就任し、1995年のアルビレオ新潟FC監督、1997年のアルビレックス新潟監督を歴任。
新潟時代には全国社会人サッカー選手権大会準優勝、北信越サッカーリーグ2連覇、全国地域リーグ決勝大会準優勝でクラブをJFL昇格に導いた。
1998年に新潟の監督を退任。その後はベルギー、イギリス、オランダのクラブで監督を歴任した。
2015年9月2日、かねてより前立腺がんの病気療養中だったがスキン・オプ・フールにて死去。享年74。同年12月19日、かつてバルコムの指導を受けた新潟の元選手が中心となり、当時のスタッフや関係者等を集めた「バルコムさんを偲ぶ会」が新潟市内のホテルにて行われた。